# Mellow Yellow (album)
Albums de Donovan
Sunshine Superman
(1966) A Gift from a Flower to a Garden
(1967)
Mellow Yellow, le quatrième album de Donovan, sort en mars 1967 chez Epic Records, il a été nommé d'après le single à succès Mellow Yellow, sorti en novembre de l'année précédente et no 2 aux États-Unis, la sortie au Royaume-Uni a été compromise par des problèmes de contrats. Ce n'est qu'en juin 1967 que l'album Sunshine Superman paraît au Royaume-Uni, il s'agit alors d'une compilation regroupant des titres de Mellow Yellow et de son prédécesseur Sunshine Superman, qui avait connu le même sort.
Ce quatrième album du troubadour écossais, non publié à l’origine en Grande Bretagne sinon dans une version tronquée, est un gros succès en France, grâce aux diffusions répétées sur les stations de radio de Mellow Yellow, en hiver 1966/67, se classant même n° 8, en décembre 1966. Cette chanson provocatrice, diffusée plus d’un million de fois à la radio, a été récompensée par la société de droits d’auteur américaine BMI.
Immédiatement reconnaissable par son introduction aux cymbales charleston, et par la voix de vibrato confidentielle de Donovan, cette chanson nous raconte une sulfureuse histoire de vibromasseur et de détournement de mineure. John Paul Jones, futur Led Zeppelin, en assure l’arrangement de cuivres, et ce n’est pas Paul McCartney qui chuchote sur la chanson, contrairement à une légende tenace, mais Donovan lui-même sur une piste de voix différente ; le Beatle effectivement présent lors de l’enregistrement aux studios Abbey Road, joue la basse sur certains titres de l’album mais n'est pas crédité. Le thème du « swinging London » du précédent album est réitéré, mais moins swing, Donovan est désabusé après son exil en Grèce à la suite de ses ennuis avec la justice et excédé par les disputes judiciaires de ses deux maisons de disques des deux côtés de l’Atlantique ; dans Writer In The Sun, il évoque même l’abandon de sa carrière (à vingt ans). Un autre futur Led Zeppelin en la personne de Jimmy Page qui joue la guitare électrique sur deux chansons. D'autres musiciens prestigieux présents incluent Danny Thompson à la contrebasse, John McLaughlin à la guitare rythmique ainsi que le musicien américain Shawn Phillips de retour au sitar.
L’album s'achève tout de même sur une note positive avec une autre ode à un quartier de Londres, Sunny South Kensington où la styliste Mary Quant, et l'acteur Jean-Paul Belmondo sont évoqués. La version CD de 2005 contient dix autres titres, dont les deux hits internationaux de 1967, Epistle To Dippy, n° 28 en France, en Avril, et There’s A Mountain, n° 21 en France, en Octobre.

## Titres
Toutes les chansons sont de Donovan Leitch.

### Face 1
1. Mellow Yellow – 3:47
2. Writer in the Sun – 4:33
3. Sand and Foam – 3:19
4. The Observation – 2:23
5. Bleak City Woman – 2:24

### Face 2
1. House of Jansch – 2:43
2. Young Girl Blues – 3:45
3. Museum – 2:54
4. Hampstead Incident – 4:41
5. Sunny South Kensington – 3:48

## Musiciens
- Donovan – guitare acoustique, chant
- John Cameron – piano (4, 5, 10, 12, 13, 15), clavecin (10, 11, 16), orgue (10) celesta (2, 6), arrangements (2, 4–6, 9, 11–16)
- Paul McCartney – basse (non crédité)
- Danny Thompson, Spike Heatley – contrebasse
- John Paul Jones – arrangements (1)
- John McLaughlin – guitare rythmique (1)
- Joe Moretti – guitare rythmique (1)
- Danny Moss – saxophone (1)
- Ronnie Ross – saxophone (1)
- Bobby Orr – batterie (1, 10)
- Phil Seamen – batterie
- Harold McNair – flûte (2, 4, 18)
- Big Jim Sullivan – guitare électrique (5)
- Eric Ford – guitare électrique (10)
- Shawn Phillips – sitar (10)
- Pat Halling – violon (8)
- Jimmy Page – guitare électrique (11, 16)
- Tony Carr – percussions, batterie (11, 16)

## Production
- Mickie Most – producteur
- Artwork, Design - Mick Taylor, Sheena McCall
- Photographie – David Redfern